# Saint-Geniez-ô-Merle
Saint-Geniez-ô-Merle este o comună în departamentul Corrèze din centrul Franței. În 2009 avea o populație de 109 de locuitori.

## Evoluția populației
| An        | 1975 | 1982 | 1990 | 1999 | 2006 | 2009 |
| --------- | ---- | ---- | ---- | ---- | ---- | ---- |
| Populație | 169  | 180  | 135  | 116  | 104  | 109  |